# Спрингфілд (Південна Кароліна)
Спрингфілд (англ. Springfield) — місто (англ. town) в США, в окрузі Оранджберг штату Південна Кароліна. Населення — 455 осіб (2020).

## Географія
Спрингфілд розташований за координатами 33°29′48″ пн. ш. 81°16′46″ зх. д. / 33.49667° пн. ш. 81.27944° зх. д. (33.496737, -81.279493). За даними Бюро перепису населення США в 2010 році місто мало площу 4,50 км², уся площа — суходіл.

## Демографія
Згідно з переписом 2010 року, у місті мешкали 524 особи в 228 домогосподарствах у складі 145 родин. Густота населення становила 116 осіб/км². Було 274 помешкання (61/км²).
Расовий склад населення:
| - 60,3 % — білих - 35,5 % — чорних або афроамериканців - 2,3 % — корінних американців - 0,8 % — азіатів |

До двох чи більше рас належало 1,0 %. Частка іспаномовних становила 0,8 % від усіх жителів.
За віковим діапазоном населення розподілялося таким чином: 21,2 % — особи молодші 18 років, 53,2 % — особи у віці 18—64 років, 25,6 % — особи у віці 65 років та старші. Медіана віку мешканця становила 47,8 року. На 100 осіб жіночої статі у місті припадало 81,9 чоловіків; на 100 жінок у віці від 18 років та старших — 75,0 чоловіків також старших 18 років.
Середній дохід на одне домашнє господарство становив 49 889 доларів США (медіана — 34 375), а середній дохід на одну сім'ю — 49 641 долар (медіана — 45 750). За межею бідності перебувало 24,0 % осіб, у тому числі 24,8 % дітей у віці до 18 років та 9,1 % осіб у віці 65 років та старших.
Цивільне працевлаштоване населення становило 177 осіб. Основні галузі зайнятості: освіта, охорона здоров'я та соціальна допомога — 25,4 %, виробництво — 17,5 %, публічна адміністрація — 14,7 %, сільське господарство, лісництво, риболовля — 12,4 %.